# 張維翰 (隆慶進士)
張維翰（1541年—？），字邦楨，號忠菴，山東東昌府茌平縣人，軍籍，明朝政治人物。

## 生平
嘉靖四十三年（1564年）甲子科山東鄉試第五十名。隆慶五年（1571年）登辛未科會試第三百二十三名，三甲第八十五名進士。户部觀政，授洛陽知縣，萬曆二年（1574年）調任直隸元氏縣知縣，丁憂歸。六年復除定遠縣，九年升代州知州，十三年升廣平府同知，十七年升南京户部员外郎，十九年升本部郎中。

## 家族
曾祖父張訪；祖父張文祥，知縣；父張後奇，巡檢。前母姜氏；母靖氏；繼母劉氏。具庆下。